# Meesterklasse schaken 2021/22
Het Meesterklasse-seizoen 2021/22 was het 25e seizoen van de Meesterklasse, de hoogste Nederlandse schaakcompetitie voor clubteams. Er werd gestreden door 10 teams om het clubkampioenschap van Nederland.
De competitie werd gespeeld in een halve competitie. Elke vereniging speelde één keer tegen een andere vereniging. Bij een schaakwedstrijd tussen verenigingen heeft de thuisspelende ploeg wit op de even-borden. Dus op bord 2, 4, 6, 8 en 10. Voor ieder gewonnen bord krijgt het team één bordpunt (BP), een remise levert een halve punt op. Een teamoverwinning (bij ten minste 5,5 bordpunten) levert twee matchpunten (MP) op, bij een gelijke stand (5-5) krijgt elk team één matchpunt.
AMEVO Apeldoorn werd voor de eerste keer in haar geschiedenis landskampioen. HMC Den Bosch en het Amsterdamse Caissa zijn als 9e en 10e geklasseerde clubs, gedegradeerd naar de Eerste Klasse.

## Eindstand[2]
| #  | Team                 | MP | BP   | 1  | 2  | 3  | 4  | 5  | 6  | 7  | 8  | 9  | 10 |
| -- | -------------------- | -- | ---- | -- | -- | -- | -- | -- | -- | -- | -- | -- | -- |
| 1  | AMEVO Apeldoorn      | 15 | 54   | -- | 5½ | 5  | 7  | 4½ | 6½ | 5½ | 6½ | 6½ | 7  |
| 2  | LSG IntelligMagic    | 14 | 54.5 | 4½ | -- | 4½ | 5½ | 5½ | 6½ | 7  | 6½ | 7½ | 7  |
| 3  | En Passant           | 14 | 52   | 5  | 5½ | -- | 4  | 6½ | 5½ | 5  | 7½ | 6½ | 6½ |
| 4  | Charlois Europoort   | 14 | 51.5 | 3  | 4½ | 6  | -- | 5½ | 6½ | 7  | 5½ | 5½ | 8  |
| 5  | HWP Sas van Gent     | 9  | 47   | 5½ | 4½ | 3½ | 4½ | -- | 5  | 6½ | 6½ | 3½ | 7½ |
| 6  | Zuid-Limburg         | 9  | 45.5 | 3½ | 3½ | 4½ | 3½ | 5  | -- | 7  | 2½ | 5½ | 8  |
| 7  | Kennemer Combinatie  | 6  | 41   | 4½ | 3  | 5  | 3  | 3½ | 3  | -- | 6½ | 5  | 7½ |
| 8  | Groninger Combinatie | 6  | 40.5 | 3½ | 3½ | 2½ | 4½ | 3½ | 7½ | 3½ | -- | 5½ | 6½ |
| 9  | HMC Den Bosch        | 5  | 43.5 | 3½ | 2½ | 3½ | 4½ | 6½ | 4½ | 5  | 4½ | -- | 9  |
| 10 | Caissa               | -2 | 23   | 3  | 3  | 3½ | 2  | 2½ | 2  | 2½ | 3½ | 1  | -- |

## Beste individuele scores[2]
| #  | Naam               | ELO  | # | Pt. | TPR  | W-We | KV |
| -- | ------------------ | ---- | - | --- | ---- | ---- | -- |
| 1  | Max Warmerdam      | 2617 | 9 | 8   | 2696 | 1.16 | 1  |
| 2  | Nico Zwirs         | 2477 | 9 | 7   | 2584 | 1.38 | 3  |
| 3  | Sipke Ernst        | 2532 | 7 | 6   | 2684 | 1.32 | 1  |
| 4  | Edwin van Haastert | 2471 | 9 | 6.5 | 2535 | 0.84 | 3  |
| 5  | Julian van Overdam | 2419 | 9 | 6.5 | 2533 | 1.45 | -1 |
| 6  | Christian Braun    | 2431 | 9 | 6   | 2599 | 2.09 | 3  |
| 7  | Onno Elgersma      | 2295 | 9 | 6   | 2491 | 2.42 | 1  |
| 8  | Zyon Kollen        | 2354 | 9 | 6   | 2487 | 1.37 | 1  |
| 9  | Liam Vrolijk       | 2470 | 9 | 6   | 2521 | 0.51 | 1  |
| 10 | Thibaut Maenhout   | 2401 | 8 | 5.5 | 2558 | 1.66 | 0  |

Eerste klasse

1920/21 · 1921/22 · 1922/23 · 1923/24 · 1924/25 · 1925/26 · 1926/27 · 1927/28 · 1928/29 · 1929/30 · 1930/31 · 1931/32 · 1932/33 · 1933/34 · 1934/35 · 1935/36 · 1936/37 · 1937/38 · 1938/39 · 1939/40 · 1940/41 · 1941/42
Hoofdklasse

1942/43 · 1943/44 · 1944/45 · 1945/46 · 1946/47 · 1947/48 · 
1948/49 · 1949/50 · 1950/51 · 1951/52 · 1952/53 · 1953/54 · 1954/55 · 1955/56 · 1956/57 · 1957/58 · 1958/59 · 1959/60 · 1960/61 · 1961/62 · 1962/63 · 1963/64 · 1964/65 · 1965/66 · 1966/67 · 1967/68 · 1968/69 · 1969/70 · 1970/71 · 1971/72 · 1972/73 · 1973/74 · 1974/75 · 1975/76 · 1976/77 · 1977/78 · 1978/79 · 1979/80 · 1980/81 · 1981/82 · 1982/83 · 1983/84 · 1984/85 · 1985/86 · 1986/87 · 1987/88 · 1988/89 · 1990/91 · 1991/92 · 1992/93 · 1993/94 · 1994/95 · 1995/96
Meesterklasse

1996/97 · 1997/98 · 1998/99 · 1999/00 · 2000/01 · 2001/02 · 2002/03 · 2003/04 · 2004/05 · 2005/06 · 2006/07 · 2007/08 · 2008/09 · 2009/10 · 2010/11 · 2011/12 · 2012/13 · 2013/14 · 2014/15 · 2015/16 · 2016/17 · 2017/18· 2018/19 · 2019/20 · 2020/21 · 2021/22 · 2022/23 · 2023/24 · 2024/25